# Изкуствено сърце
Изкуственото сърце е високотехнологично устройство, което служи за директна замяна на сърцето на човека. Изкуствените сърца се използват за временно заменяне на сърцето преди трансплантация или за постоянна замяна в случай, че трансплантация с нормално сърце е невъзможна. От края на 40-те години се правят опити за създаване на подобен апарат, но първото изкуствено сърце, което успешно е имплантирано в човек е Jarvik-7 през 1982, създадено от екип включващ Вилем Йохан Колф и Роберт Джарвик.

## Функция и видове
Под изкуствено сърце трябва да се разбира уред, който се имплантира в човека даже и за определен период от време до възстановяване на сърдечния мускул или изцяло заменящ сърцето. В кардиохирургията се използва апаратура, наречена Машина сърце-бял дроб. Тя се състои от артериална помпа за кръвта и блок за насищане на кръвта с кислород и се използва за извършване на операция, при която сърцето трябва да бъде обездвижено, като след завършването на операцията тя се изключва и то започва да работи самостоятелно. Тази машина, въпреки че често се нарича изкуствено сърце, не е пригодно за продължителна работа и не е имплант.

### Разделение спрямо анатомични критерии
В зависимост от функциите, които изпълняват, се различават следните видове апарати:
- Лява вентрикуларна помощна система (LVAD): при тази система „изкуственото сърце“ се поставя в лявата камера на сърцето и изпомпва кръв от там по аортата. Този вид подпомагане на работата на сърцето е най-често използван вид апарат.
- Дясна вентрикуларна помощна система (RVAD) Тя се имплантира в дясната сърдечна камера като помпи кръв в пулмоналната артерия и се подпомага белия дроб.
- Бивентрикуларна помощна система (BiVAD): при това се замества работата едновременно на лявата и дясната сърдечна камера и се запазва сърцето на човек.
- Тотално (цялостно) изкуствено сърце (TAH): напълно се замества работата на сърцето чрез механическата помпа.

### Видове в зависимост от принципа на работа на помпата
Различават се основно два вида системи:
- пулсираща (подобна на истинското сърце) работа, при която обикновено се работи с външно пневматично захранване и се имитира пулса на нормлното сърце.
- непрекъсната работа с използването на центробежна помпа, при което изчезва нормалния пулс.

## Операция
Операциите по имплантирането на изкуствено сърце като вследствие на техническите подобрения в конструкцията на помпата и усъвършенстването на хирургическата техника стават стандартна сърдечна операция. Изкуствените сърца се имплантират от сърдечните хирурзи. Операциите се извършват под наркоза и продължават около три часа. Обикновено операцията се подпомага от машина сърце-бял дроб.

### Цели на терапията
Съществуват няколко цели за които се изпълнява трансплантиране на изкуствено сърце:
- Мост към трансплантиране на английски: Bridge to transplant

Изкуственото сърце се поставя и се подобрява състоянието на пациента. При поява на подходящо донорско сърце, изкуственото сърце се експлантира и се трансплантира истинското.
- Мост към възстановяване на английски: Bridge to recovery

В рядък брой случаи може да се стигне до възстановяване на сърцето вследствие на почивката и изкуственото сърце може да бъде експлантирано.
- Мост към мост на английски: Bridge to bridge

При случаи когато една нормална трансплантация е невъзможна, след поява на проблеми с изкуственото сърце то се заменя с ново по-усъвършенствано.

## Живот с изкуствено сърце
Терапията с изкуствено сърце служи за повишаване на ефективността на работа на сърцето при пациенти със сърдечна недостатъчност. При това се повишава качеството на живот на пациента, но има и някои недостатъци:
- Използваните батерии имат ограничен живот.
- Опасност от инфектиране през проходите през кожата. Правят се опити за предаване на енергията посредством електромагнитна индукция.
- Необходимост от антикоагуланти: При работата на изкуственото сърце се получават много по-интензивно тромби в кръвта. Това налага задължително използването на антикоагуланти.